# Sainte-Orse
Sainte-Orse (okzitanisch: Senta Orsa) ist eine französische Gemeinde mit 349 Einwohnern (Stand: 1. Januar 2022) im Département Dordogne in Nouvelle-Aquitaine. Sie gehört zum Arrondissement Sarlat-la-Canéda und zum Kanton Le Haut-Périgord noir. Die Bewohner nennen sich Saint-Orsais und Saint-Orsaises.

## Geografie
Sainte-Orse liegt etwa 40 Kilometer östlich von Périgueux. Umgeben wird Sainte-Orse von den Nachbargemeinden Tourtoirac im Norden, Hautefort und Temple-Laguyon im Nordosten, Granges-d’Ans im Osten, Azerat im Süden und Südosten, Ajat im Süden und Südwesten, Gabillou im Westen sowie Chourgnac im Nordwesten.

## Bevölkerungsentwicklung
| Jahr                      | 1962 | 1968 | 1975 | 1982 | 1990 | 1999 | 2006 | 2013 | 2020 |
| ------------------------- | ---- | ---- | ---- | ---- | ---- | ---- | ---- | ---- | ---- |
| Einwohner                 | 527  | 486  | 460  | 404  | 372  | 358  | 366  | 380  | 351  |
| Quelle: Cassini und INSEE |      |      |      |      |      |      |      |      |      |

## Sehenswürdigkeiten
- Kirche Saint-Ours aus dem 11./12. Jahrhundert, seit 1970 als Monument historique eingeschrieben
- Schloss Sainte-Orse aus dem 15./16. Jahrhundert
- Herrenhaus von La Salle aus dem 18. Jahrhundert
- Herrenhaus La Faye aus dem 18. Jahrhundert
- Schloss Laudonie

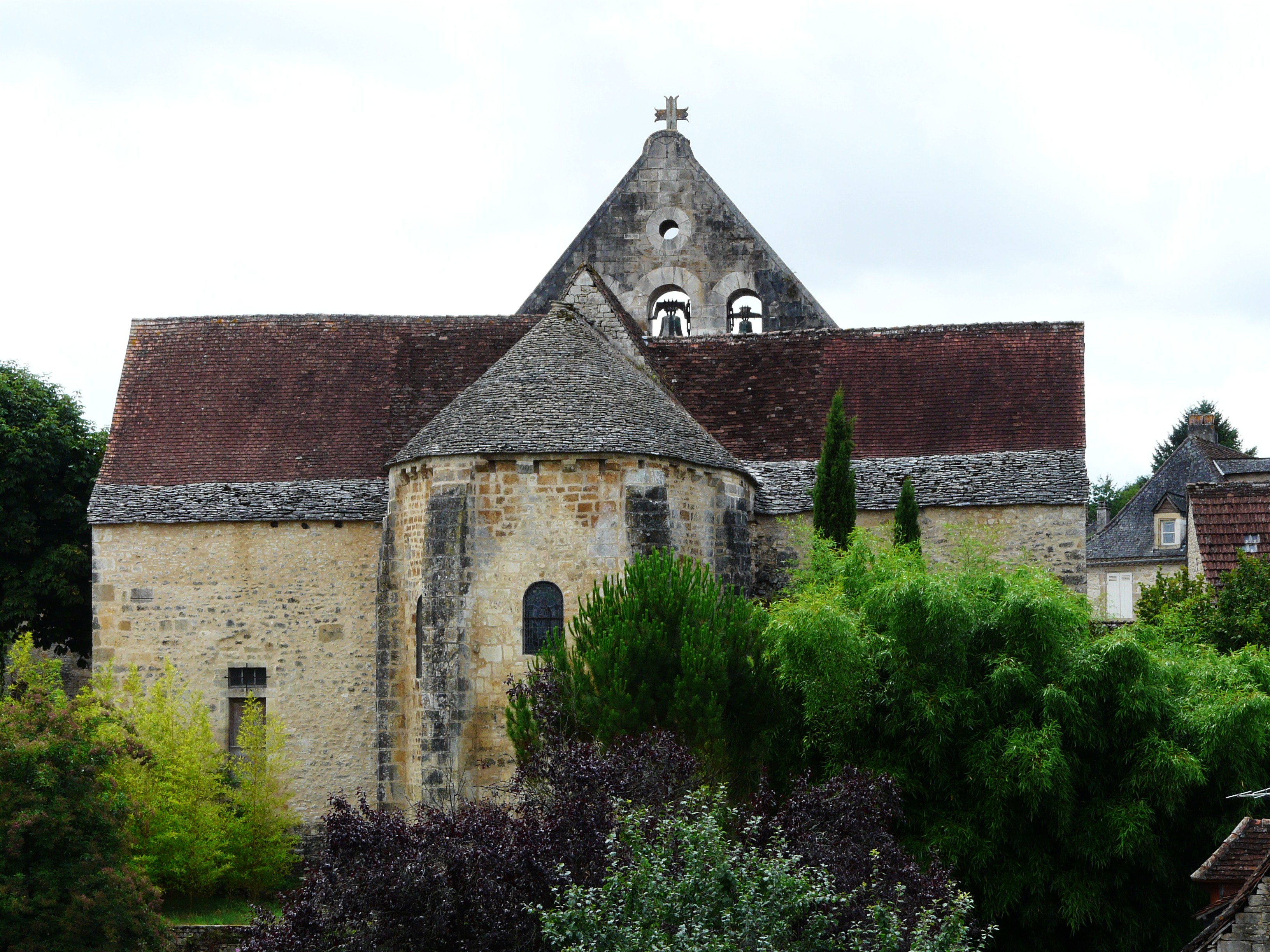
Kirche Saint-Ours
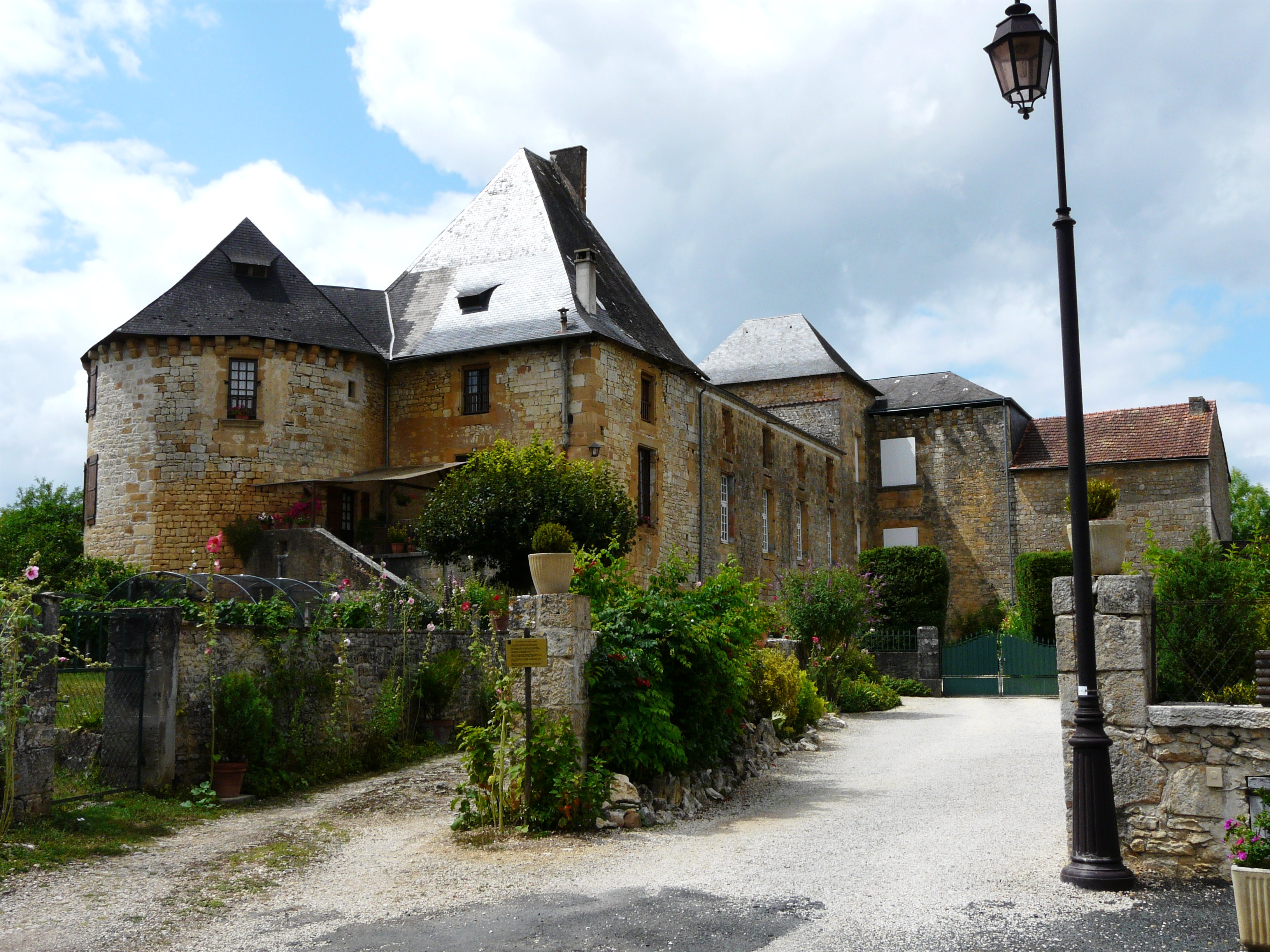
Schloss Sainte-Orse
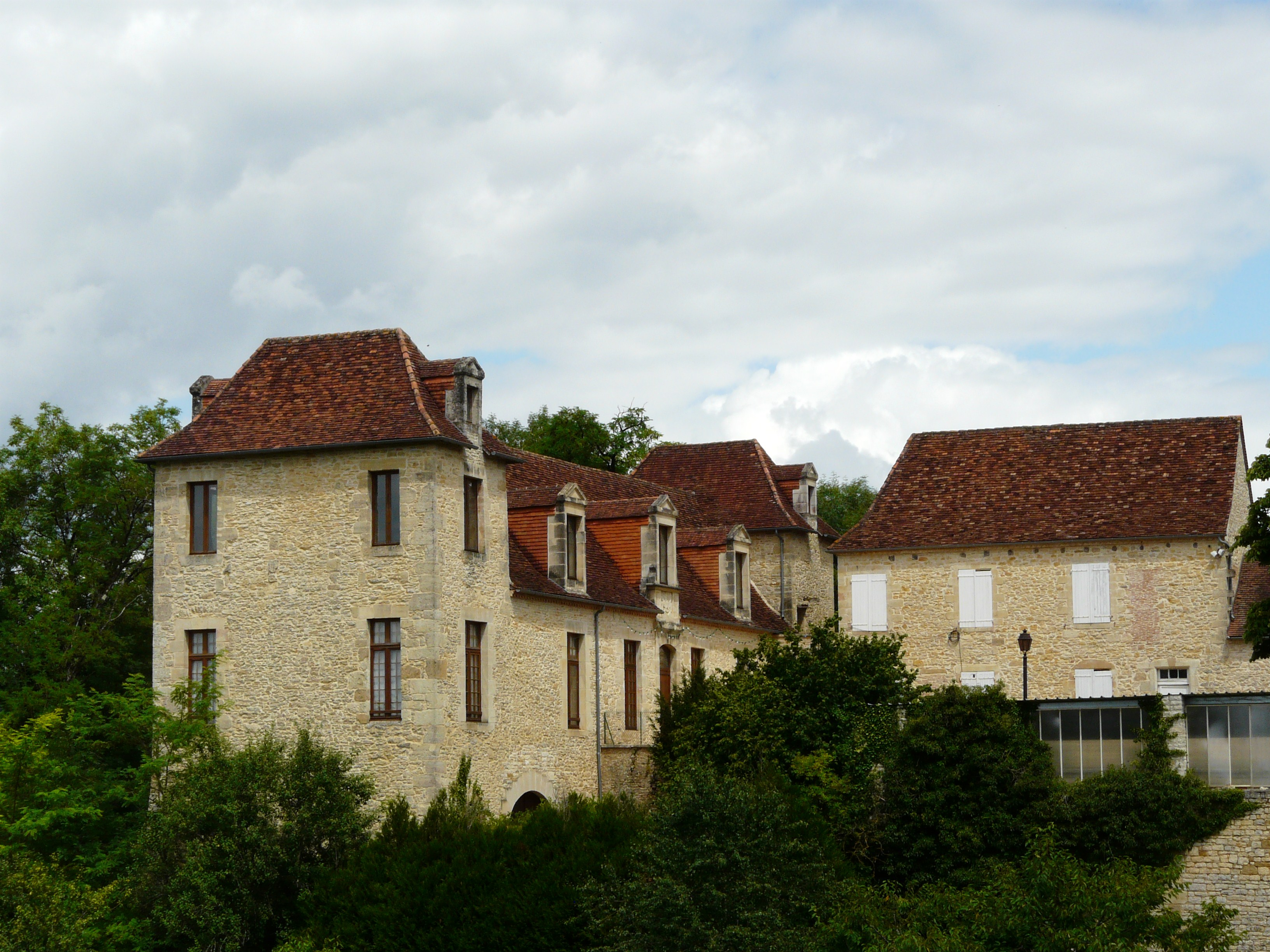
Herrenhaus La Salle

## Persönlichkeiten
- George de Peyrebrune (bürgerlich: Mathilde-Marie Georgina Élisabeth de Peyrebrune, 1841–1917), Schriftstellerin